# Пам'ятник Лялі Ратушній

Пам'ятник

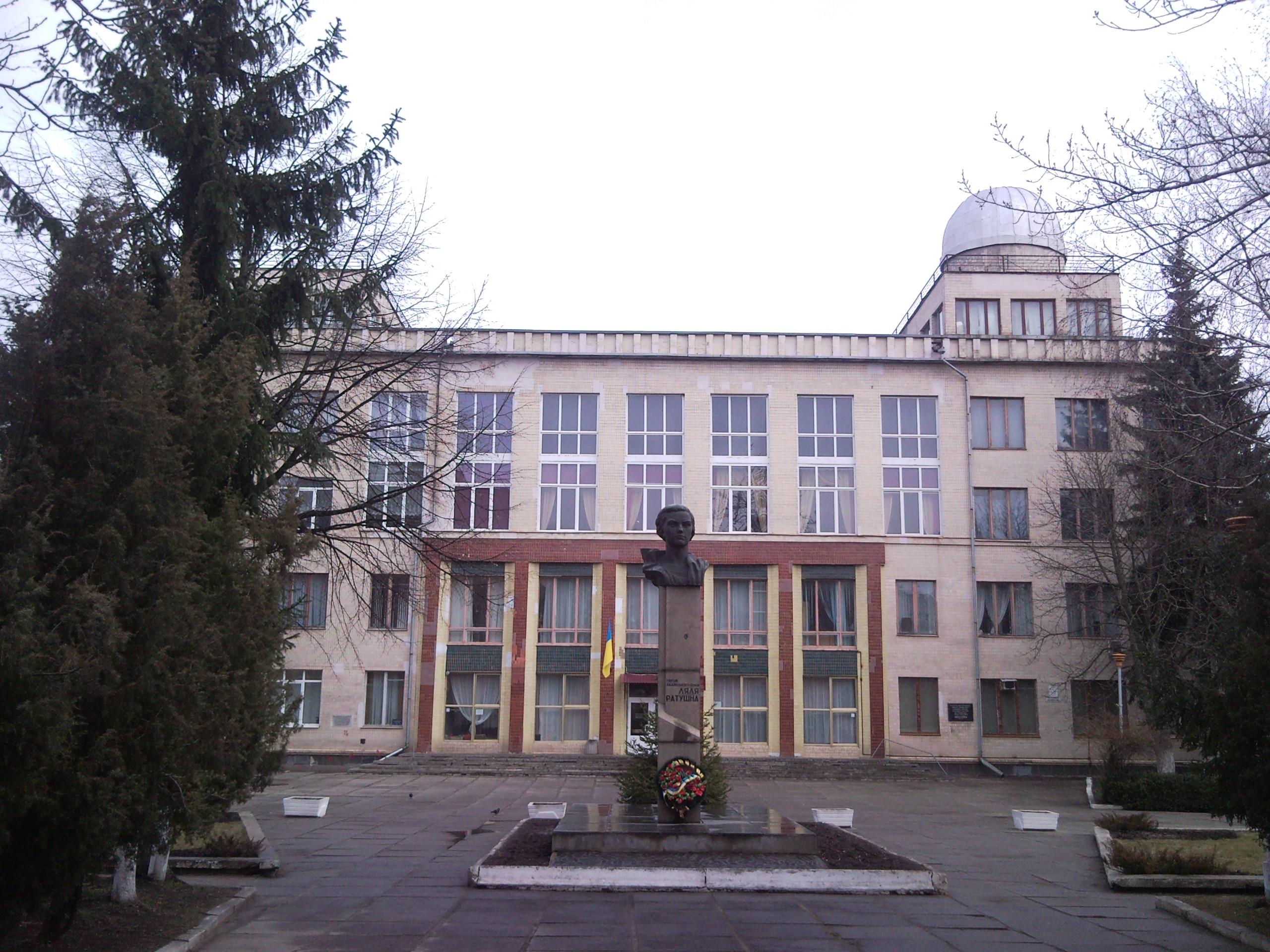
Пам'ятник у дворі ПДЮ

Пам'ятник Лялі Ратушній ― погруддя з бронзи та граніту (пам'ятка монументального мистецтва) підпільниці Ратушній Ларисі Степанівні у Вінниці на території двору міського палацу дітей та юнацтва.

## Історія
Бронзове погруддя встановлене в 1979 році. Автор — скульптор Володимир Смаровоз. Архітектор — Є. Устинов.

### Інші об'єкти
У 1965 році за рішенням міськвиконкому Палацу піонерів та школярів присвоєне ім'я Героя Радянського Союзу Лариси Степанівни Ратушної. Її ім’ям названа одна з вулиць міста Вінниці, а по Південному Бугу ходить теплохід «Ляля Ратушна».